# Ba Yan
Ba Yan (chiń. upr. 巴燕; pinyin Bā Yān; ur. 18 grudnia 1962) – chińska koszykarka, występująca na pozycjach niskiej lub silnej skrzydłowej, reprezentantka kraju, multimedalistka międzynarodowych imprez koszykarskich.

## Osiągnięcia
Na podstawie, o ile nie zaznaczono inaczej.

### Reprezentacja
- Brązowa medalistka:
  - olimpijska (1984)[3][4][5]
  - mistrzostw świata (1983)[6]
- Uczestniczka kwalifikacji olimpijskich (1984 – 1. miejsce)[7]